# 奥托·曼
奥托·曼（Otto Mann）是美国动画情景喜剧《辛普森一家》中的一名虚构的常设角色，由哈里·希勒配音。奥托·曼是春田镇小学的校车司机。他的兴趣是重金属音乐和嗑药。